# Хлумецкий, Иоганн фон
Иоганн фон Хлумецкий (с 1892 года барон; 23 марта 1834, Задар — 11 декабря 1924, Бад-Аусзе) — австрийский политический деятель.

## Биография
Получил высшее юридическое образование, с 1855 года находился на гражданской службе — сначала в судебной власти, затем в исполнительной. В 1865 году был избран в Моравскую провинциальную ассамблею (алндтаг) курией крупного моравского землевладения, после чего в 1870 или 1869 году был отправлен послан в рейхсрат, где занимал в 1871—1873 годах место в рядах конституционной партии и вёл борьбу с министерствами Потоцкого и Гогенварта.
Был одним из самых умеренных членов партии; в одной из своих речей заявил, что право отказа в утверждении бюджета есть чисто теоретическое право, которым пользоваться не следует, ибо это могло бы оказаться гибельным для конституционного режима Австрии. Вполне удовлетворённый конституцией Австрии, он стремился лишь к ещё большей централизации её государственного устройства: был одним из сторонников реформы 1872 года, передавшей избрание депутатов рейхсрата из рук ландтагов в руки четырёх избирательных курий; остался и после реформы членом рейхсрата. 26 ноября 1871 года занял место министра земледелия в либеральном кабинете Адольфа фон Ауэрсперга и занимал её до 19 мая 1875 года; при нём в 1872 году была основана Высшая агрономическая школа в Вене.
19 мая 1875 года был назначен министром торговли; инициировал национализацию частных железных дорог и значительно расширил железнодорожную сеть. При нём были начаты переговоры о торговом трактате с Германией, но они оказались безуспешными вследствие крайне протекционистских стремлений австрийского правительства. 12 августа 1879 года вышел в отставку вместе с министерством. На выборах 1879 года был избран в состав муниципальной курии Моравии от Брно, приступив к исполнению обязанностей 30 ноября 1880 года, затем успешно переизбирался в 1885 и 1891 годах.
С 1881 года, когда образовался клуб Соединённой Немецкой Левой, был одним из его видных вождей, представляя в нём правое крыло. В 1887 году он так охарактеризовал свою роль: «Как железнодорожный поезд не может идти без тормоза, так и каждая политическая партия нуждается в тормозе, и я желаю быть им в нашей партии». Во время министерства Тааффе был решительным противником каких бы то ни было уступок национальным требованиям чехов и других народов Австро-Венгрии. С 1885 года обыл вице-президентом, а с 1893 года — президентом Палаты депутатов, неоднократно подавляя манифестации чехов; признавая недопустимыми в рейхсрате речи не на немецком языке, он притворялся не понимающим чешского языка, хотя был воспитан среди чехов; неоднократно выслушивал без протеста обращённые к нему оскорбления на чешском языке, довольствуясь незанесением их в официальные стенографические отчеты. В 1889 году принимал участие в составлении конституции для Японской империи (касательно вопросов судебной системы).
Когда в 1893 году Тааффе внёс проект отмены имущественного ценза для избирательного права в городской и сельской куриях, Хлумецкий ездил в Будапешт, где тогда находился император, для представления ему возражений против проекта Тааффе; поездка оказалась безрезультатной, но проект Тааффе не был принят вследствие сопротивления палаты. В 1895 году на собрании либеральной партии защищал отрицательное отношение Левой к основанию словенской гимназии в Цилли. В 1896 году ему не удалось предотвратить распад Соединённой Немецкой Левой. В итоге после роспуска рейхсрата в 1897 году он отказался вновь выступить на выборах и был призван в Палату господ; заметной политической роли с тех пор не играл.